# Voodoo Dice
Voodoo Dice é um jogo eletrônico de ação e quebra-cabeça produzido pela Exkee e distribuido pela Ubisoft para os serviçois de download Xbox Live Arcade, PlayStation Network, e WiiWare. lançado em 27 de maio de 2010.